# Cuparaque
Cuparaque là một đô thị thuộc bang Minas Gerais, Brasil. Đô thị này có diện tích 227,03 km², dân số năm 2007 là 4404 người, mật độ 19 người/km².